# Kemonomimi
Ne doit pas être confondu avec Kemono.
 (juillet 2021).
Si vous disposez d'ouvrages ou d'articles de référence ou si vous connaissez des sites web de qualité traitant du thème abordé ici, merci de compléter l'article en donnant les références utiles à sa vérifiabilité et en les liant à la section « Notes et références ».

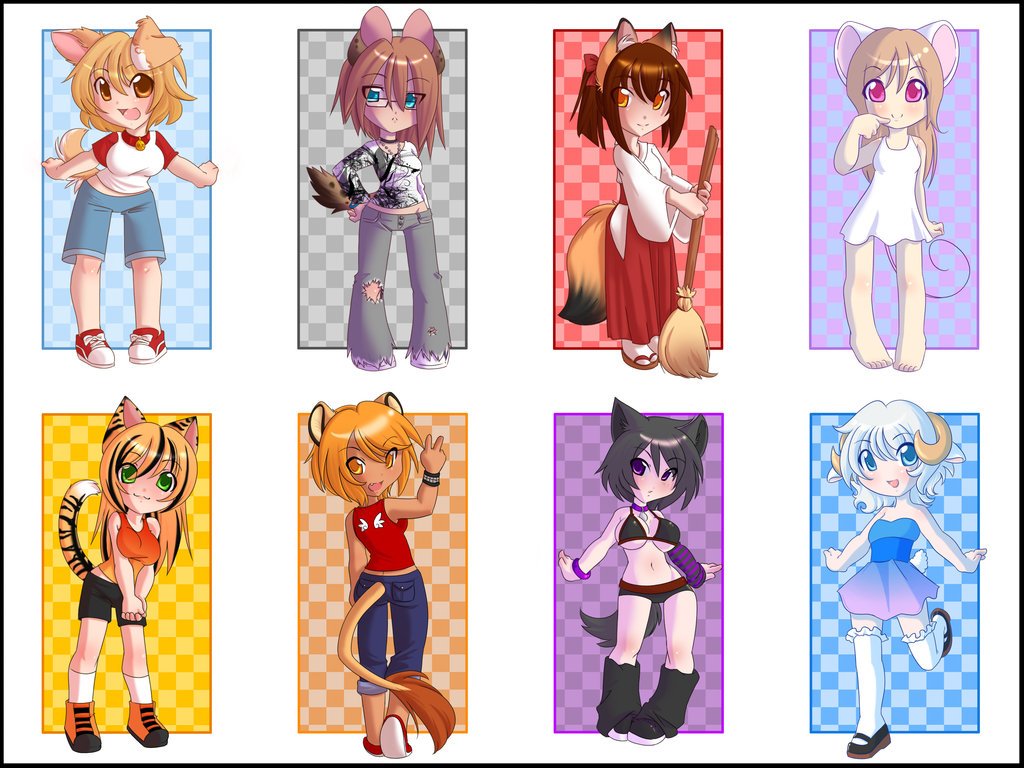
Exemples de Kemonomimi

Kemonomimi (獣耳, lit. oreille d'animal) est un terme relatif à la pop culture japonaise décrivant des personnages humains possédant des caractéristiques physiques animales tels que oreilles ou queue. Fréquemment, ces attributs font partie de leur parure et peuvent être retirées à volonté.
Les caractéristiques humaines restant prédominantes au contraire des personnages kemono (animaux possédant des caractéristiques humaines telles que la station debout et la parole).

Le terme est utilisé au Japon comme en Occident, comme en témoigne par exemple son usage sur le site Kemonomimi spécialisé dans le genre.[source insuffisante]
Le kemonomimi le plus fréquent est sans doute le nekomimi, personnage (en général féminin) à oreilles de chat. En Occident, la bunnygirl est sans doute plus fréquente à cause de l'influence de Playboy.
Les jeux vidéo eroge sont parmi les grands pourvoyeurs de ce type de personnages, que ce soit pour l'idée de soumission, tel le chien à son maître, ou pour la beauté féline des chats.
Sont également parfois considérés comme kemonomimi des personnages du type de Chii de Chobits (androïde possédant des connecteurs à la place des oreilles), de Nyu d' Elfen Lied (possédant 2 excroissances sur le crâne, rappelant de petites cornes) ou de Chiyo-chan d' Azumanga Daioh.

## Personnageskemonomimiclassés par animal
Chat ou Fille‐Chatte (nekomimi)
- Ichigo Momomiya dans Tokyo Mew Mew
- Milliana dans Fairy Tail
- Ikuto Tsukiyomi dans Shugo Chara!
- Chaton dans MÄR
- Blake Belladonna, Kali Belladonna et Neon Katt dans RWBY
- Rachel Florencia et Hendry Furlong dans Coffee Talk

Lapin ou Fille‐Lapine (usagimimi)
- Arina Makihara dans Waku Waku 7
- Arisu Arisugawa et les autres dans Kagihime monogatari eikyū Alice rondo
- Alice dans Angelic Layer (poupée robot)
- Delmo dans Cosplay Complex
- Komugi Nakahara dans The SoulTaker et Nurse Witch Komugi
- Meroko dans Full Moon wo sagashite
- Mimika et les autres bunnygirls dans Usagi-chan de Cue
- Mint Blancmanche dans Galaxy Angel
- Rami Nana-Hikari dans les séries Keio Flying Squadron
- Reisen U. Inaba et Tei (Tewi) Inaba dans Touhou Eiyashou ~ Imperishable Night
- Usada Hikaru dans les séries Di Gi Charat
- Usahara dans Damekko dōbutsu
- Berry Shirayuki dans Tokyo Mew Mew
- Velvet Scarlatina dans RWBY

Chien (inumimi)
- Inuyasha dans Inu-Yasha
- Kotaro Inugami dans Negima!
- Yoko dans Inukami!

Renard (kitsunemimi)
- Firefox-tan, du groupe Mozilla - personnification de Mozilla Firefox.
- Foxxy Love dans Drawn Together.
- Lisa dans Tsunami Channel
- Meirin et Tamamo-no-Mae dans Yami to boshi to hon no tabibito
- Ran Yakumo (fille-renard à 9 queues) dans Touhou Youyoumu ~ Perfect Cherry Blossom.
- Sakura (fille-renard à 9 queues) dans Hyper Police
- Shippo dans Inu-Yasha
- Yōko dans Tactics
- Yōko Kurama dans Yû yû hakusho

Loup (ookamimimi)
- Arf dans Magical Girl Lyrical Nanoha
- Liru dans Renkin 3-kyū Magical ? Pokān
- Ōka dans .hack//tasogare no udewa densetsu
- Uruno dans Damekko dōbutsu
- Zafiira dans Magical Girl Lyrical Nanoha A's (homme)
- Zakuro Fujiwara dans Tokyo Mew Mew
- Holo dans Spice and Wolf

Sanglier (inomimi)
- Ottar dans DanMachi

Tanuki (tanukimimi)
- Michiru Kagemori dans BNA: Brand New Animal
- Raphtalia dans The Rising of the Shield Hero

Il arrive parfois que certains personnages prennent la queue annelée du raton laveur ou du panda roux. Cependant, ce trait est de moins en moins populaire et de plus en plus déprécié. Les vrais kemonomimi ratons-laveurs sont rares.
Autres
- Bagi dans Bagi, the Monster of Mighty Nature (1984) (moitié puma, à la limite du kemono).
- Chiiko dans Damekko dōbutsu (guépard)
- Grace dans El Goonish Shive (changeant de forme entre une fille-écureuil et une fille-chat, avec ou sans fourrure)
- Kumaneesan dans Damekko dōbutsu (ours)
- Lettuce Midorikawa dans Tokyo Mew Mew (marsouin, parfois aussi sirène)
- Mink (dragon rouge) dans Dragon Half
- Minto Aizawa dans Tokyo Mew Mew (perroquet)
- Mystia Lorelei dans Touhou Eiyashou ~ Imperishable Night (moineau)
- Nano-Nano Pudding dans Galaxy Angel II (un genre de singe)
- Peganosuke dans Damekko dōbutsu (pégase)
- Pudding Fong dans Tokyo Mew Mew (tamarin-lion doré)
- Ringo Akai dans Tokyo Mew Mew (manchot)
- Takaoka dans Damekko dōbutsu (aigle)
- Wriggle Nightbug dans Touhou Eiyashou ~ Imperishable Night (luciole)
- Yunihiko dans Damekko dōbutsu (licorne)
- Sun Wukong (singe), Adam Taurus (taureau), Tukson (puma), Ilia Amitola (caméléon), Tyrian Callows (scorpion), Yuma (chauve-souris), Trifa (araignée) dans RWBY.
- Thor (ou Toru) dans Miss Kobayashi's Dragon Maid

## Anecdotes
- L'anime RWBY compte de nombreux personnages humains avec des caractéristiques physiques animales. Ces personnes sont des Faunus.